# Gabriel Pierre Patrice Rambourgt
Gabriel Pierre Patrice Rambourgt (Troyes, 16 novembre 1773 – Saint-Martin-ès-Vignes, 13 dicembre 1848) è stato un militare francese. Fu attivo durante le guerre rivoluzionarie francesi e le guerre napoleoniche. 

## Biografia
Nacque nel 1773 a Troyes nel dipartimento dell'Aube. Con lo scoppio della guerra con l'Austria, si mobilitò per difendere la Francia, arruolandosi all'interno del 10° reggimento di cavalleria come sottotenente. Si distinse nelle campagne del 1793 e 1974, venendo promosso a tenente. Partecipò in seguito alla battaglia di Kaiserslautern, dove fu ferito da un colpo di sciabola alla testa. Passò poi all'Armata della Sambre-et-Meuse, dove rimase sino al 1797, in parte fungendo da assistente del generale Bonnamy. Ottenne la promozione a capitano il 31 marzo 1797 sul campo di battaglia, durante uno scontro a Friedberg. Durante la guerra della Seconda coalizione fu impiegato nell'Armata del Danubio e poi in quella del Reno, distinguendosi in uno scontro nei pressi di Ulma il 6 maggio 1800. Terminata la guerra, fu inviato al campo di Bruges, dove rimase tra il 1803 ed il 1805.
Tra il 1805 e il 1806 fu impiegato nella Grande Armée. In questo periodo, durante il quale prese parte alla battaglia di Austerlitz, funse da aiutante di campo per il generale Caffarelli. In seguito fu inviato in Italia per un breve periodo nel quale ottenne la promozione a maggiore. Nel 1807 fu inviato in Spagna assieme alla divisione Lechi, distinguendosi un anno più tardi nel corso della battaglia di Llobrégat. Combatté poi sotto Duhesme a Saint-André, in Catalogna. Nel 1809 venne promosso a colonnello e trasferito nuovamente nell'esercito italiano, ottenendo una rendita perpetua di 4000 franchi dal dipartimento di Roma. Distintosi nel corso della campagna di Eugenio in Italia e nella battaglia di Wagram, fu lui a presentare i vincitori di Raab a Bonaparte durante i colloqui del trattato di Schönbrunn, venendo nominato Ufficiale della Legion d'Onore in tale occasione. Nella seconda metà del 1809 fu inviato in Tirolo, per contribuire a placare l'insorgenza popolare causata da Hoffer. L'anno seguente, dopo essere tornato al servizio di Caffarelli, ottenne il titolo di barone dell'Impero.
Seguì il principe Eugenio nella campagna di Russia, distinguendosi nella battaglie di Borodino e di Malojaroslavec, ed in seguito diresse la 13° brigata di cavalleria in Germania nella prima parte del 1813. Dopo l'armistizio di Pleiswitz fu trasferito in Italia, dove servì sotto il generale Pino. Venne ferito nel corso della battaglia di Rovigo, a seguito della quale ottenne sia il titolo di Cavaliere dell'Ordine della Corona Ferrea sia la promozione a generale di brigata dell'esercito italiano qualche giorno dopo. Nel 1814 partecipò alle battaglie del Mincio, di Parma e di San Maurizio. In particolare, in questo ultimo scontro, prese il posto di comandante di Severoli, dopo che quest'ultimo fu gravemente ferito ad una gamba e dovette abbandonare gli scontri. Dopo aver fatto ritirare i suoi uomini da Parma, prestò servizio sotto Maucune sino al termine della guerra, combattendo anche sul Taro. Tornato in Francia, ricevette il titolo di Cavaliere dell'Ordine di San Luigi. Fedele alla causa napoleonica durante i Cento Giorni, servì nell'Armata del Reno sotto il generale Rapp.  Dopo la definitiva sconfitta di Bonaparte, fu inviato dal generale Lecourbe a garantire la sottomissione dell'esercito.
Venne tolto dal servizio attivo fino al dicembre 1818, dopo essere stato promosso a maresciallo di campo. Nel 1820 venne posto come comandante a Colmar, nell'Alto Reno, all'interno della 5ª divisione militare. Fu proprio mentre egli a comando di Colmar che ebbe luogo la cospirazione di Béfort. Venne elevato a Commendatore della Legion d'Onore e dell'Ordine di San Luigi tra il 1822 ed il 1823. L'anno seguente fu nominato visconte. Inserito nella lista dei generali disponibili, venne ammesso al pensionamento nel 1831. Divenne negli anni seguenti un consigliere generale per il dipartimento dell'Aube. Morì a Saint-Martin-ès-Vignes l'8 novembre 1848.

## Onorificenze

Blasone della famiglia Rambourgt